# Шунарак
Шунарак — село в Турочакском районе Республики Алтай. Входит в Озеро-Куреевское сельское поселение.

## История
Село стоит возле священной горы кумандинцев — Кызыл Гай (Красная).
в 2007 году воздвигнут национальный мемориал кумандинцам-фронтовикам

## География
Село Шунарак расположено в горнотаёжной зоне в северной части республики, недалеко от границы с Алтайским краем и находится на левом берегу реки Бия у впадения р. Шунарак. Центральная часть населённого пункта расположена на высоте 265 метров над уровнем моря. Улица одна — ул. Алтайская, она же автотрасса 84К-11.
Расстояние до административного центра Озеро-Куреевского сельского поселения села Озеро-Куреево составляет 5 километров. Расстояние до районного центра — села Турочак — 35 километров, до Бийска — 145 км.

## Инфраструктура
Основные инфраструктурные объекты (школа, ФАП, магазины) располагаются в пяти километрах, в селе Озеро-Куреево.
В Шунараке нет водопровода.
экономика
рыболовство, подсобное хозяйство, сбор ягод и грибов.

## Транспорт
Речной (водный транспорт) и автомобильный транспорт.
Через село Шунарак проходит автодорога регионального значения «Бийск — Турочак — Верх-Бийск» (идентификационный номер 84К-11), дорога в селе асфальтированная с лета 2016 года
.

## Население
| 2010 | 2011 | 2012 | 2013 | 2014 | 2015 | 2016 |
| ---- | ---- | ---- | ---- | ---- | ---- | ---- |
| 46   | →46  | →46  | ↘43  | ↘40  | ↘37  | ↘33  |